# Pierre Verdrager
Pierre Verdrager, né en 1970, est un chercheur en sociologie indépendant. Ses recherches ont porté sur l’homosexualité, l'épistémologie des sciences sociales et la sociologie de la culture. Un de ses livres, publié en 2013, a étudié comment des discours légitimant ou parfois même encourageant la pédocriminalité ont été tolérés à la fin des années 1970 et jusqu'au milieu des années 1990.

## Biographie
Né en 1970, il passe son enfance à Bagnolet. Sa mère est fonctionnaire municipale et son père représentant de commerce, ils sont tous deux communistes. Il obtient une thèse de sociologie de la littérature en 1999, mais échoue à obtenir un poste de chercheur statutaire. Il est bibliothécaire à temps partiel, et chercheur associé (bénévole) au Centre de recherche sur les liens sociaux (CERLIS) de l’université Paris-Descartes. 
Son livre "L’Enfant interdit", publié chez Armand Colin en 2013 a d'abord recueilli d’ailleurs peu d’échos : aucun zéro article de presse, et seulement une critique dans une revue spécialisée, mais il est suivi dans plusieurs colloques, mais en 2020, lors de la parution de l'ouvrage Le Consentement de Vanessa Springora sur sa relation à l'adolescence avec l'écrivain Gabriel Matzneff, alors bien plus âgé qu'elle, Pierre Verdrager constate que ce qui est désormais nommé affaire Matzneff en référence aux relations pédophiles de ce dernier, marque un « tournant majeur » dans la perception de la pédophilie en France, désormais condamnée universellement ou presque,,. 
Il observe alors que le milieu littéraire est beaucoup plus « tolérant » à l’égard de la pédophilie que ne le sont d’autres milieux de pouvoir, en raison de ses « exigences de singularité, d’originalité, et [d']un goût pour le hors-norme », la pédophilie étant dans ce cadre « le top du top de la singularité ». 

## Thèses
Selon Pierre Verdrager, leurs écrits montrent de manière récurrente que la pédophilie, a été vantée par Gabriel Matzneff, mais aussi par le philosophe René Schérer, l’écrivain Tony Duvert, l’essayiste Guy Hocquenghem et même le philosophe Michel Foucault. 
Il date la fin de cette période au milieu des années 1990, grâce à un congrès a été déterminant : celui de l’International Lesbian and Gay Association (ILGA) en 1994, qui décide d’exclure les associations favorables aux rapports majeurs/mineurs. En France, après l'affaire Marc Dutroux, la revue de Philippe Sollers publie un recueil sur le sujet, qui se veut "loin du climat de lynchage et de bien-pensance généralisée".
Au milieu des années 2000 cependant, des auteurs comme le journaliste Jean-Luc Hennig ont revendiqué leurs écrits de la fin des années 1970 en réaffirmant qu'"un garçon ou une fille de 13 ou 14 ans sait aimer, que cela plaise ou pas".
Selon lui, ce qui a uni les défenseurs de la pédophilie en France, particulièrement à la fin des années 1970 et jusqu'au milieu des années 1990 est la croyance dans une « aristocratie » qui ne serait pas contrainte par les règles normales de conduite en société, mais qui au contraire serait valorisée et encouragée dans ses transgressions,. S'est ainsi perpétuée unex« aristocratie de la sexualité », une élite mettant en avant de nouvelles attitudes et comportements sexuels, et exprimant un mépris extrême des personnes ordinaires, considérées comme stupides et dupes. 
Selon Maïa Mazaurette, dans les débats idéologiques sur le sujet, les pédophiles sont soutenus à la fois par les droites extrêmes, qui érotisent les rapports asymétriques (perçus comme aristocratiques), et une partie de la gauche luttant contre le patriarcat, le pédophile étant vu comme un « sauveur héroïque de l’enfance » face au pater familias.
Pour Verdrager, il faut se replacer dans le contexte de l'époque, marqué par la critique des valeurs traditionnelles comme la domination des parents sur les enfants. Cette dernière a été remise en cause par la charte des enfants, livre de Philippe Alfonsi, Jean-Michel Desjeunes et Bertrand Boulin, publié un an avant la création de l'association SOS enfants en septembre 1977 : l'enfant devient l'égal de l'adulte et a une sexualité, parmi de nombreux autres droits. La charte de 1976 propose la suppression du délit de détournement de mineurs et précéde de neuf mois la première des pétitions sur le sujet, consacrée à l'affaire de Versailles. Le livre publié par Pierre Verdrager détaille les nombreux articles qui l'accompagnent, dans Libération, notamment ceux de Jean-Luc Hennig.
C'est dans ce contexte que s'est inscrite la tentative de valorisation de la pédophilie, organisé selon un mouvement à caractère politique[réf. nécessaire]. 
Une de ses stratégies de légitimation a été de vouloir faire cause commune avec l'homosexualité, une autre a été de relativiser le comportement pédophile en s'appuyant sur différents discours scientifiques issus de l’histoire, la géographie, l’anthropologie, la médecine.

## Ouvrages

### Monographies
- Le sens critique – La réception de Nathalie Sarraute par la presse, L'Harmattan, coll. « Logiques sociales », 2001 (ISBN 2-7475-0117-5 et 978-2-7475-0117-0, OCLC 46823244, présentation en ligne)

- L'Homosexualité dans tous ses états, Paris, Les Empêcheurs de penser en rond, 2007, 342 p. (ISBN 978-2-846-71163-0)

- L’enfant interdit. Comment la pédophilie est devenue scandaleuse, Armand Colin, 2013 (ISBN 978-2-200-28643-9, présentation en ligne)

- Ce que les savants pensent de nous et pourquoi ils ont tort ; critique de Pierre Bourdieu, La Découverte, 2010 (ISBN 978-2-359-25003-9, présentation en ligne)

- La France sur son 31 ; ils/elles racontent leur "mariage pour tous", Les Presses De Calisto, 2015, 279 p. (ISBN 979-10-94562-00-0, présentation en ligne).

- L'enfant interdit. De la défense de la pédophilie à la lutte contre la pédocriminalité, Armand Colin, 2021.

### Traductions
- James Morris Blaut (trad. de l'anglais par Pierre Verdrager), Le modèle des colonisateurs du monde : diffusionnisme géographique et histoire eurocentrique [« The Colonizer’s Model of the World: Geographical Diffusionism and Eurocentric History »], Créteil, Les Presses de Calisto, 2018, 434 p. (ISBN 979-10-94562-02-4, présentation en ligne)

- Jack Goody (trad. de l'anglais par Pierre Verdrager), Capitalisme et Modernité, Bagnolet, Les Presses de Calisto, 2016, 258 p. (ISBN 979-10-94562-01-7)

- Jack Goody (trad. de l'anglais par Pierre Verdrager), Renaissances. Au singulier ou au pluriel ?, Malakoff, Armand Colin, coll. « Mnemosya », 2020, 400 p. (ISBN 978-2-200-62919-9)